# Edith Schaeffer
Edith Rachel Merritt Mei Fuh Schaeffer (nascida Seville) (3 de novembro de 1914 – 30 de março de 2013) foi uma escritora cristã presbiteriana e cofundadora de L'Abri, uma organização cristã de acolhimento e busca pela aplicação da cosmovisão cristã na filosofia e na cultura. Foi esposa de Francis Schaeffer, e mãe de Frank Schaeffer e de outros três filhos.

## Vida
Edith nasceu em Wenzhou, na China, a quarta filha de George e Jessie Seville, missionários que estavam a servir na China, na Missão para o interior da China, em adição ao seu nome inglês, Edith, seus pais lhe deram o nome chinês Mei Fuh, que significa "Belíssima Felicidade".
Edith frequentou o Beaver College, em Glenside, Pensilvânia. Ali Edith conheceu Francis Schaeffer, tendo-se casado com ele em 1935. Tiveram quatro filhos: Priscilla, Susan, Deborah and Frank.

## L'Abri
Em 1948, mudaram-se para a Suíça, tendo sido enviados pelo Conselho Independente para Missões Presbiterianas Estrangeiras. Em 1955, iniciaram L'Abri, uma comunidade que acolheu pessoas que procuravam respostas intelectualmente honestas e culturalmente informadas para perguntas sobre Deus e acerca do significado da vida.
Francis Schaeffer morreu em 1984, mas ela continuou associada à organização L'Abri, que ajudara a fundar com seu marido.
Edith escreveu vários livros, antes e depois da morte de seu marido. Ganhou o prêmio Medalha de Ouro da "Evangelical Christian Publishers Association" (ECPA) em 1979. Em seu livro O que é uma família? (1975) comparou a extensão familiar a um mobile. Sua autobiografia The Tapestry: the Life and Times of Francis and Edith Schaeffer (1981) venceu o ECPA em 1982.
Schaeffer's The Hidden Art of Homemaking (1971) tem sido influente entre as mulheres no movimento Patriarcado bíblico, e foi descrito por Kathryn Joyce como "talvez involuntariamente, um livro de referência para os defensores da feminilidade bíblica".
Em 2000, Edith Schaeffer foi listada entre as 100 mulheres cristãs que mudaram o século XX, de Helen Kooiman Hosier.

## Morte
Morreu aos 30 de março de 2013, em sua casa, em Gryon, na Suíça.

## Obras
- Schaeffer, Edith;. 1969. L'Abri. Worthing (Sussex): Norfolk P. ISBN 978-1-85684-025-5
- Schaeffer, Edith; 1971. The Hidden Art of Homemaking: Creative Ideas for Enriching Everyday Life. Wheaton, IL: Tyndale House. ISBN 978-0-8423-1420-6ISBN 978-0-8423-1420-6
- Schaeffer, Francis A., and Edith; 1973. Everybody Can Know. London: Scripture Union. ISBN 978-0-85421-405-1ISBN 978-0-85421-405-1
- Schaeffer, Edith; 1978. Affliction. Old Toppen, New Jersey: Revell Co. ISBN 978-0-8007-0926-6
- Schaeffer, Edith; 1975. Christianity is Jewish. Wheaton, IL: Tyndale House Publishers. ISBN 978-0-8423-0243-2ISBN 978-0-8423-0243-2
- Schaeffer, Edith; 1975. What is a Family? Old Tappan, N.J.: F.H. Revell Co. ISBN 978-0-8010-8365-5
- Schaeffer, Edith. 1977. A Way of Seeing. Old Tappan, N.J.: Revell. ISBN 978-0-8007-0871-9ISBN 978-0-8007-0871-9
- Schaeffer, Edith. 1981. The Tapestry: the life and times of Francis and Edith Schaeffer. Waco, Tex: Word Books. ISBN 978-0-8499-0284-0ISBN 978-0-8499-0284-0
- Schaeffer, Edith. 1983. Common Sense Christian Living. Nashville: Nelson. ISBN 978-0-8407-5280-2ISBN 978-0-8407-5280-2
- Schaeffer, Edith. 1983. Lifelines: God's Framework for Christian Living. Westchester, IL: Crossway Books. ISBN 978-0-89107-228-7ISBN 978-0-89107-228-7
- Schaeffer, Edith. 1986. Forever Music. Nashville: T. Nelson. ISBN 978-0-8010-8336-5ISBN 978-0-8010-8336-5
- Schaeffer, Edith, and Louis Gifford Parkhurst (ed.). 1987. The Art of Life. Westchester, IL: Crossway Books. ISBN 978-0-89107-455-7ISBN 978-0-89107-455-7
- Schaeffer, Edith. 1988. With love, Edith: the L'Abri family letters 1948-1960. San Francisco: Harper & Row. ISBN 978-0-06-067092-4ISBN 978-0-06-067092-4
- Schaeffer, Edith. 1989. Dear Family: the L'Abri family letters 1961-1986. San Francisco: Harper & Row. ISBN 978-0-06-067096-2ISBN 978-0-06-067096-2
- Schaeffer, Edith. 1992. The Life of Prayer. Wheaton, IL: Crossway Books. ISBN 978-1-85684-046-0ISBN 978-1-85684-046-0
- Mohr, Franz, and Edith Schaeffer. 1992. My Life With the Great Pianists. Grand Rapids, Mich: Baker Book House. ISBN 978-0-8010-6296-4ISBN 978-0-8010-6296-4
- Schaeffer, Edith. 1994. A Celebration of Marriage: Hopes and Realities. Grand Rapid, Mich: Baker Books. ISBN 978-0-8010-8354-9ISBN 978-0-8010-8354-9
- Schaeffer, Edith. 1994. 10 Things Parents Must Teach Their Children (And Learn for Themselves) Grand Rapids, Mich: Baker Books. ISBN 978-0-8010-8373-0ISBN 978-0-8010-8373-0
- Schaeffer, Edith. 1998. Mei Fuh: Memories from China. Boston: Houghton Mifflin Co. ISBN 978-0-395-72290-9
- Schaeffer, Edith. 2000. A Celebration of Children. Grand Rapids, MI: Raven Ridge Books. ISBN 978-0-8010-1193-1ISBN 978-0-8010-1193-1